# 黔北淫羊藿
黔北淫羊藿（学名：Epimedium boreali-guizhouense）为小檗科淫羊藿属下的一个种。

## 扩展阅读
- 維基物種上的相關：黔北淫羊藿